# 1930 en Italie
Chronologie de l'Italie
- 1926
- 1927
- 1928
- 1929
- 1930
- 1931
- 1932
- 1933
- 1934

Cette page concerne l'année 1930 du calendrier grégorien en Italie.

## Événements

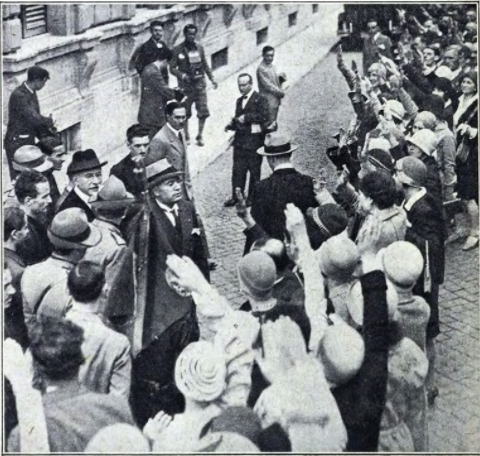
Mussolini salué par les ouvrières du chantier naval du Pola le 2 janvier.

- 8 janvier : mariage à Rome du prince Humbert de Savoie et de Marie-José de Belgique[1].
- 22 janvier : ouverture de la conférence de Londres sur le désarmement naval. L'Italie refuse d'être cosignataire.

- 20 mars : institution du Conseil national des Corporations (Consiglio Nazionale delle Corporazioni)[2] constitué de sept sections (industrie, agriculture, commerce, banque, professions et art, transports maritimes, transports terrestres). Il est inauguré le 21 avril[3].

- 24 avril : Edda Mussolini, la fille du Duce, épouse Galeazzo Ciano[4].

- Juin - octobre : mouvement de résistance au régime de l’Alliance nationale (Alleanza Nazionale per la Libertà (it)), regroupant des démocrates sociaux fidèles à la monarchie autour de Lauro De Bosis, Benedetto Croce et Mario Vinciguerra. Arrêtés rapidement, ils n’ont pas le temps d’agir[5].

- 11 juillet : le mouvement antifasciste Justice et Liberté (Giustizia e Libertà) lance des tracts contre la dictature de Mussolini au-dessus de la Piazza del Duomo à Milan à partir d'un avion[6].
- 19 - 20 juillet : congrès du parti socialiste italien à Paris. Les deux ailes nées de la scission d’octobre 1922 fusionnent[7].

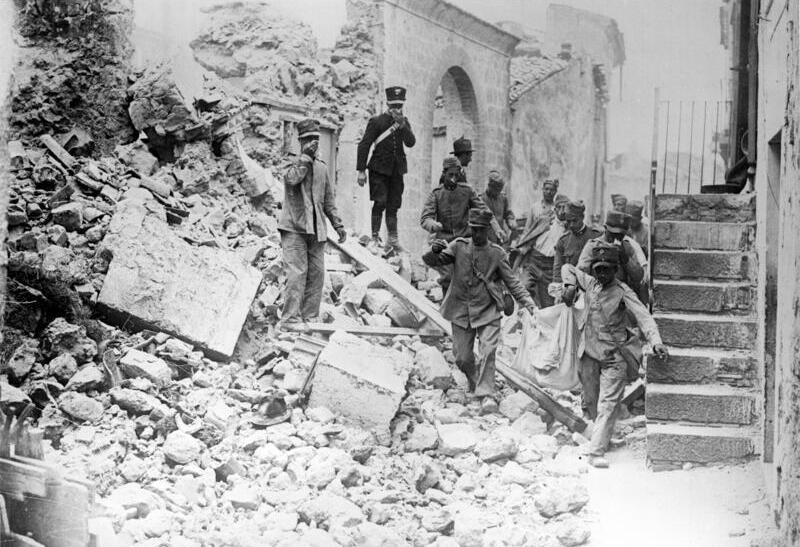
L'armée récupère les corps après le tremblement de terre dans le Vulture.

- 23 juillet : un tremblement de terre de magnitude 6,5 fait 1 404 victimes dans la région de l'Irpinia (provinces d'Avellino et de Potenza)[8].

- 24 septembre : le président de la Chambre des députés Giovanni Giuriati devient secrétaire du Parti national fasciste après la démission d'Augusto Turati[9]. Face au gonflement des adhésions, qui délaye les convictions, et aux scandales déconsidérant le parti, Giurati est chargé de l’épurer et le nombre d’adhérent passe d’un million en 1929 à 660 000 en 1931[10].

- 19 octobre : entrée en vigueur d'un nouveau code de procédure pénale, dit code Rocco[11]. Accroissement de la répression des organisations syndicales, associatives et politiques. Interdiction du droit de grève, limitation de la liberté d'expression.
- 28 octobre : inauguration de la gare maritime de Trieste[12].
- 30 octobre : tremblement de terre à Senigallia[13].

### Non daté
- Mise en service du barrage de Cingino.

## Économie
- La crise des années 1930 touche le royaume d'Italie à la fin de l'année par une chute vertigineuse des exportations, qui entraîne une baisse des prix de gros et un effondrement de la production. L’État fasciste continue de mener une politique de déflation qui en comprimant le marché intérieur aggrave les effets de la crise[14]. Trois types de mesures sont prises : droits de douane prohibitifs, contrôle des changes rigoureux et accords de clearing avec la Bulgarie, la Roumanie et l’Allemagne pour maintenir un flux commercial minimal sans sortie de devises[15].
- Ralentissement de l’émigration : après 1930, les émigrants ne sont que 60 000 par an au lieu de 120 000. Fortes migrations internes (18 millions de personnes changent de résidence entre 1923 et 1939). Le gouvernement défend aux travailleurs d’abandonner leur résidence sans autorisation du préfet, en vain[16].
- Les étudiants des lycées, en moyenne de 9 pour 1000 habitants depuis 1913, passent de 9,2 en 1931 à 20,2 en 1940, alors que le nombre des enseignants double de 32 708 à 76 486. Les licenciés passent 47 614 à 127 058. Les femmes occupent une place de plus en plus grande à l’école[16].

## Culture

### Littérature
- 14 avril : Ce soir on improvise, pièce de Luigi Pirandello, est donnée pour la première fois au Teatro di Torino, à Turin.

#### Prix et récompenses
- Prix Bagutta : Gino Rocca (it), Gli ultimi furono i primi, (Treves)
- Prix Viareggio : Anselmo Bucci, Il pittore volante et Lorenzo Viani, Ritorno alla patria

## Naissances en 1930
- 26 février : Lazar Berman, pianiste italien d'origine russe († 6 février 2005)
- 2 mars : Novello Novelli, acteur. († 10 janvier 2018)
- 7 mars : Salvatore Mannuzzu, écrivain et homme politique. († 10 septembre 2019)
- 15 mars : Alba Arnova, danseuse et actrice. († 11 mars 2018)
- 9 avril : 
  - Folco Quilici, écrivain, réalisateur et scénariste. († 24 février 2018)
  - Pino Valenti, scénariste, réalisateur et peintre. († 28 octobre 2018)
- 12 avril : Francesco Saverio Borrelli, magistrat. († 20 juillet 2019)
- 17 avril : Venantino Venantini, acteur. († 9 octobre 2018)
- 22 avril : Carlo Bernardini, physicien, écrivain et homme politique. († 21 juin 2018)
- 23 avril : Silvana Mangano actrice de cinéma. († 16 décembre 1989).
- 19 juillet : Antonio Lupatelli, illustrateur. († 18 mai 2018)
- 2 août : Vincenzo Cappelletti, philosophe et historien des sciences. (° 21 mai 2020)
- 7 août : Sergio Fantoni, acteur et metteur en scène. († 17 avril 2020)
- 10 août : Luigi De Filippo, acteur. († 31 mars 2018)
- 18 août : : Gianfranco Lazzaro, journaliste, poète et écrivain. († 5 février 2018)
- 6 septembre : Salvatore De Giorgi, cardinal, archevêque émérite de Palerme.
- 26 septembre : Michele Giordano, cardinal, archevêque émérite de Naples. († 2 décembre 2010).
- 28 septembre : Ugo Gregoretti, journaliste, écrivain, réalisateur et acteur.  († 5 juillet 2019)
- 12 octobre : Ennio Guarnieri, directeur de la photographie.  († 1er juillet 2019)
- 4 novembre : Vittorio Congia, acteur. († 26 novembre 2019)
- 10 novembre : Sergio Graziani, acteur. († 25 mai 2018)
- 24 novembre : Inge Feltrinelli, photographe et éditrice. († 20 septembre 2018)
- 9 décembre : Edoardo Sanguineti, écrivain et poète. († 18 mai 2010).

## Décès en 1930
- 15 mars : Antonio Beltramelli, 51 ans, écrivain, journaliste, poète, nouvelliste, romancier et dramaturge. (° 11 janvier 1879)
- 28 décembre : Antonio Mancini, 78 ans, peintre italien, rattaché au mouvement pictural des Macchiaioli. (° 14 novembre 1852)